# 御園良彦
御園 良彦（みその よしひこ、?　– 2013年12月25日）は、日本の地方公務員、技術公務員。東京都水道局長、日本水道協会専務理事を経て、東京都市開発社長。

## 経歴
1971年（昭和46年）3月、日本大学理工学部卒業。
1966年、東京都庁入職。1985年12月、東京都水道局中央支所営業課長。 1986年12月、同営業所長。1987年4月、同南部第一支所漏水防止課長。1989年（平成元年）4月、同南部第二支所配水課長。1991年6月、同水質センター監視課長。1993年7月、同給水部副参事（配水施設工事連絡調整担当）。1994年8月、同設計課長。1996年7月、同営業部給水装置課長（統括）。1998年7月、文京区土木部長。2000年4月、水道局東部建設事務所長。2001年7月、同水道建設部長。2002年7月、同給水部長。2003年10月、同浄水部長。2004年7月、同技監。2005年7月、水道局長。経営計画「プラン2007」を策定し、災害拠点病院や区・市役所の建物などは、災害対策の拠点となるので、浄水場からそうした重要施設へのルートについては、供給ポイントから下流へ向けて、耐震性強化を優先させる方針を示した。2006年夏、地方公営企業連絡協議会会長。2007年5月、東岡創示を後任として退職。
日本水道協会専務理事となり、ベトナムやカンボジアでセミナーを開催する等海外水ビジネスに着手。東日本大震災では発災した2011年3月当月に被害が甚大だった岩手、宮城、福島の3県を現地視察。応急給水・応急復旧の指揮をとり、迅速な復旧に貢献した。同年10月、北九州市で開催された日水協総会において退任。
その後、東京都市開発代表取締役社長に就任。2013年12月25日、死去。従五位瑞宝小綬章。翌年2月28日に新宿のヒルトン東京でお別れの会が開催され、水道関係者約600人が出席し、功績・人柄を偲んだ。

## その他の役職
- 全日本建設技術協会副会長[9]
- 水道技術研究センター理事[10]
- 日本水環境学会参与[11]
- 日本防災士機構評議員[12]